# Épieu (contre-torpilleur)
Pour les articles homonymes, voir Épieu.
L'Épieu est un contre-torpilleur d’escadre de classe Arquebuse construit pour la marine française dans la première décennie du XXe siècle. Achevé en 1903, le navire a d’abord été affecté à l’escadre de la Méditerranée.

## Conception
La classe Arquebuse a été conçue comme une version plus rapide de la classe Durandal. Les navires avaient une longueur de 56,58 mètres, une largeur de 6,3 mètres et un tirant d'eau de 3,2 mètres. Ils avaient un déplacement de 307 tonnes à charge normale et 357 tonnes à pleine charge. Les deux moteurs à vapeur verticaux à triple expansion entraînaient chacun un arbre d'hélice à l’aide de la vapeur fournie par deux chaudières du Temple-Guyot ou Normand. Les moteurs ont été conçus pour produire 6300 chevaux (4700 kW) pour une vitesse nominale de 28 nœuds (52 km/h). Tous les navires ont dépassé leur vitesse contractuelle lors de leurs essais en mer, l'Épieu atteignant une vitesse de 31,2 nœuds (57,8 km/h). Ils transportaient suffisamment de charbon pour leur donner une autonomie de 2300 milles marins (4300 km) à 10 nœuds (19 km/h). Leur équipage se composait de quatre officiers et de cinquante-huit hommes.
L’armement principal des navires de classe Arquebuse consistait en un canon de 65 millimètres à l’avant et six canons Hotchkiss de 47 millimètres en affûts simples, trois sur chaque bord. Ils étaient équipés de deux affûts rotatifs simples pour des tubes lance-torpilles de 381 millimètres dans l’axe du navire, un entre les cheminées et l’autre à l’arrière.

## Carrière
L'Épieu a été commandé aux Forges et chantiers de la Méditerranée le 7 novembre 1900 et le navire a été mis en chantier cette année-là dans son chantier naval du Havre-Graville. Il a été lancé le 17 janvier 1903 et a effectué ses essais en mer de mars à juin 1903. Le navire a été mis en service (armement définitif) le mois suivant son achèvement et a été affecté à l’escadre de la Méditerranée.
Lorsque la Première Guerre mondiale éclate en août 1914, l'Épieu est affecté à la 3e escadrille de torpilleurs de la 2e escadre légère, basée à Cherbourg.